# Tapoides
Tapoides é um género botânico pertencente à família Euphorbiaceae.
Apresenta uma única espécie, encontrada em Bornéo.

## Espécie
Tapoides villamilii (Merrill) Airy Shaw

## Nome e referências
Tapoides Airy Shaw